# Brigitte Bardot (nave)
La MV Brigitte Bardot (precedentemente Gojira e Ocean 7 Adventurer) è una nave della Sea Shepherd Conservation Society.